# Attilio Calatroni
Attilio Calatroni (* 18. Juli 1950 in Brescia) ist ein ehemaliger italienischer Florettfechter.

## Erfolge
Bei den Olympischen Spielen 1976 gewann Attilio Calatroni in Montreal gemeinsam mit Giovanni Battista Coletti, Carlo Montano, Stefano Simoncelli und Fabio Dal Zotto im Mannschaftswettbewerb die Silbermedaille. Nach drei Siegen in der ersten Runde und Erfolgen über die Vereinigten Staaten und Frankreich traf die italienische Equipe auf Deutschland, dessen Mannschaft das Gefecht mit 9:6 gewann. 1977 wurde er mit der Mannschaft in Buenos Aires Vizeweltmeister. 